# 李·澤爾丁
李·麥可·澤爾丁（英語：Lee Michael Zeldin，1980年1月30日—），美国華人社區習慣用李修頓，是美國共和黨籍政治人物和陸軍預備隊中校，现任美国环境保护局局長。他曾在2015年至2023年間擔任紐約州第一國會選區的聯邦眾議員。
在唐納·川普第一任總統任期期間，他是川普的盟友。在特朗普-乌克兰丑闻的第一次彈劾聽證會上曾為川普辯護。2021年4月澤爾丁宣布在2022年紐約州州長選舉中競選紐約州州長。澤爾丁在選舉中輸給了現任民主黨州長凱西·霍赫爾，但他是自2002年紐約州州長選舉以來共和黨州長候選人獲得的最高得票率。

## 早年
澤爾丁生於美國紐約州長島拿騷縣亨普斯特德鎮東梅多 (紐約州).，他在紐約州蘇福克縣長大，並於1998年畢業於紐約州馬斯蒂克灘的威廉·弗洛伊德高中。他也曾就讀希伯來學校。澤爾丁於2001年獲得紐約州立大學奧本尼分校政治學學士學位。他於2003年5月獲得奧爾巴尼法學院法學博士學位，並進入了紐約州律師公會。

### 從軍和律師
澤爾丁在美國陸軍服役了四年，並擔任過不同的職務包括擔任美國陸軍軍事情報兵團軍事情報官。2007年，他從現役轉入美國陸軍預備役，並獲得了中校軍銜。同年澤爾丁和家人回到了蘇福克縣擔任紐約與新澤西港務局檢察官。他於2008年在紐約史密斯敦創辦了一家全科律師事務所。他全職經營該公司，直到2010年當選紐約州第三參議院選區議員。

## 政治生涯

### 州議員
2010年，澤爾丁競逐紐約州參議院第三選區州議員，澤爾丁以57%的選票擊敗了民主黨議員，澤爾丁以56%的得票率在2012年再次連任。
2011年1月，澤爾丁共同發起的一項規定2%物業稅上限的法案成為法律。2011年6月，澤爾丁投票反對參議院以33比29票通過的《婚姻平權法案》。在該法案通過後的一份聲明中，澤爾丁說：“我相信婚姻應該被定義為男人和女人之間的關係。”2011年12月，澤爾丁支持將MTA工資稅削減2.5億美元。
2012年3月，澤爾丁協助創建了PFC約瑟·德懷爾PTSD點對點退伍軍人支持計畫；該計劃的資金已納入2012-13年紐約州預算。
澤爾丁沒有對《紐約安全法案》進行投票，該法案於2013年1月14日在紐約州參議院通過，隨後成為法律。他錯過了投票，因為他在維吉尼亞州執行陸軍預備役任務。在投票後向媒體發表的聲明中，他表示他會投票反對這項措施。
2014年2月澤爾丁提出了一項法案，試圖在三年內停止實施共同核心課程。2014年3月，澤爾丁投票反對《紐約夢想法案》，該法案允許符合州內學費要求的無證學生獲得經濟援助以在大學學習。

### 聯邦眾議員
2008年美國眾議院選舉時澤爾丁曾在紐約州第一國會選區挑戰民主黨眾議員提姆·畢曉普，但他輸了。在2014年美國眾議院選舉澤爾丁再次參選並且成功打敗畢曉普當選。他在2016年美國眾議院選舉、2018年美國眾議院選舉和2020年美國眾議院選舉連任。

### 競選紐約州州長

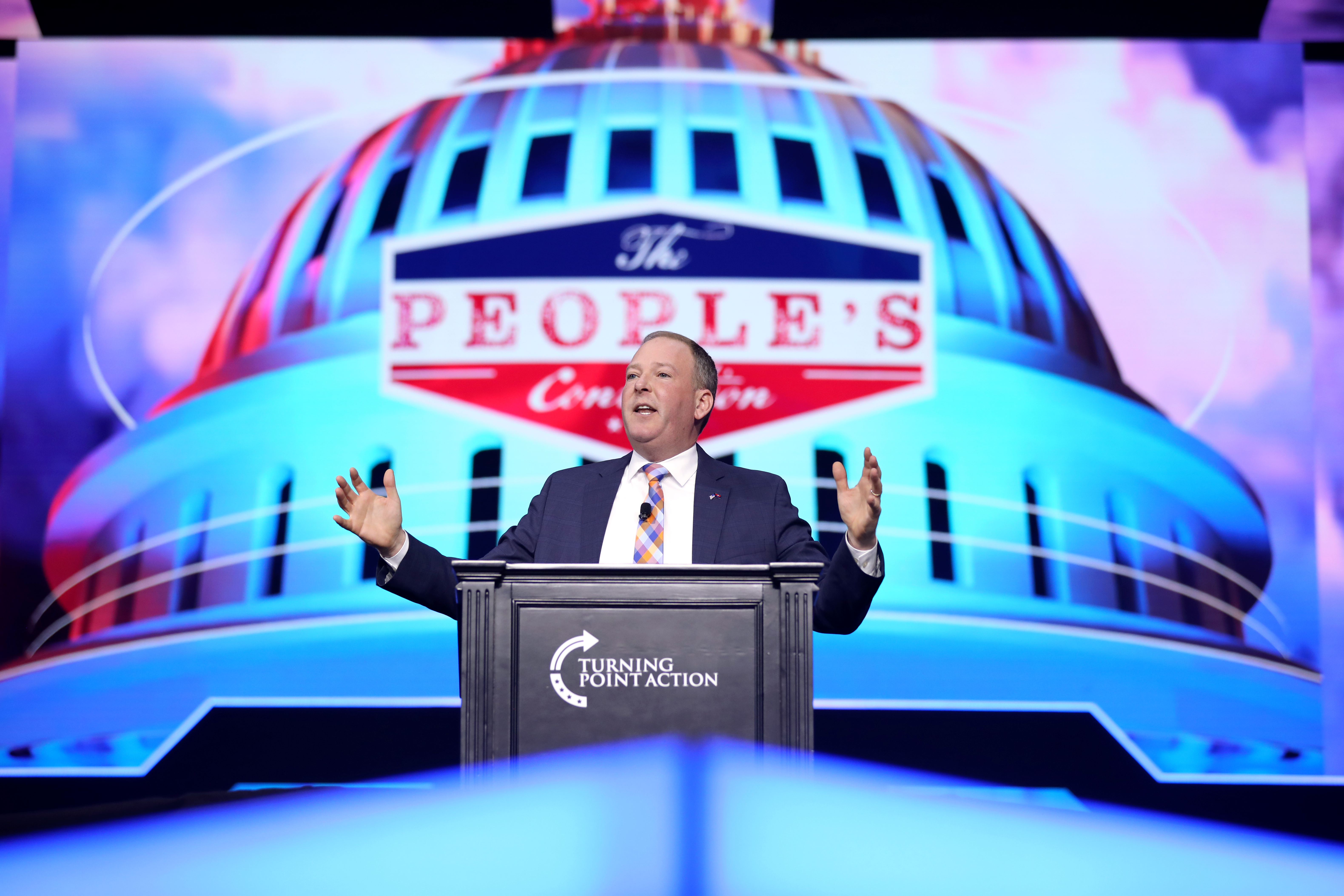
2024年的澤爾丁

#### 事件
澤爾丁於當地時間2022年7月21日在美國紐約州門羅郡羅徹斯特市附近的退伍軍人哨所外舉辦造勢活動，在發表競選演說時，1名身穿灰衣，頭戴老帽和戴墨鏡的男子突然跑上講台，最初澤爾丁與男子對上視線後還刻意不予理會，繼續與台下觀眾互動，灰衣男靠近澤爾丁時，亮出了右手指上套著的不明利器，突然朝澤爾丁的頸部揮去，所幸澤爾丁手快即時抓住男子套著武器的手腕，隨後台上的工作人員及台下的觀眾也蜂擁而上成功解除灰衣男的武裝，並將他壓制在地。才阻止了這場行刺案。男子在攻擊時口中不斷的說：「You're done. You're done.（你完了。你完了。）」隨後即遭到壓制並帶上警車。在被逮捕後，廣場上的民眾拍手叫好。嫌犯是43歲男子傑庫波尼斯（David Jakubonis），是一名參與過伊拉克戰爭的退伍軍人。警方目前還未透漏他的行兇動機，只表示男子曾參與過伊拉克戰爭。另外有目擊者稱，傑庫波尼斯當時衣裝不整，似乎喝醉了。澤爾丁在兇手被制伏之後稍晚便再次上台完成競選演說。
澤爾丁於當地時間同年10月9日驚傳長島澤爾丁的住家外有2人中彈倒地，目前2名死者已被送往地區醫院治療，目前身份未知。澤爾丁表示，事情發生時澤爾丁和妻子從莫里斯公園的布朗克斯哥倫布日遊行回來，他的2個16歲雙胞胎女兒正在家做作業。2名陌生的中彈男子就倒在他家門前走廊和灌木叢下。警方經初步調查後，認為槍擊案和澤爾丁一家應無關係。目前並沒有跡象顯示該次槍擊案和7月造勢活動的事有關。這是澤爾丁在競選期間第2次受到犯罪或暴力的影響。澤爾丁在一份聲明中說：“在我的女兒們聽到槍聲和尖叫聲後，她們跑上樓，把自己鎖在浴室裡，並立即撥打了911。他們每走一步都非常迅速和聰明。”

## 環境保護局局長

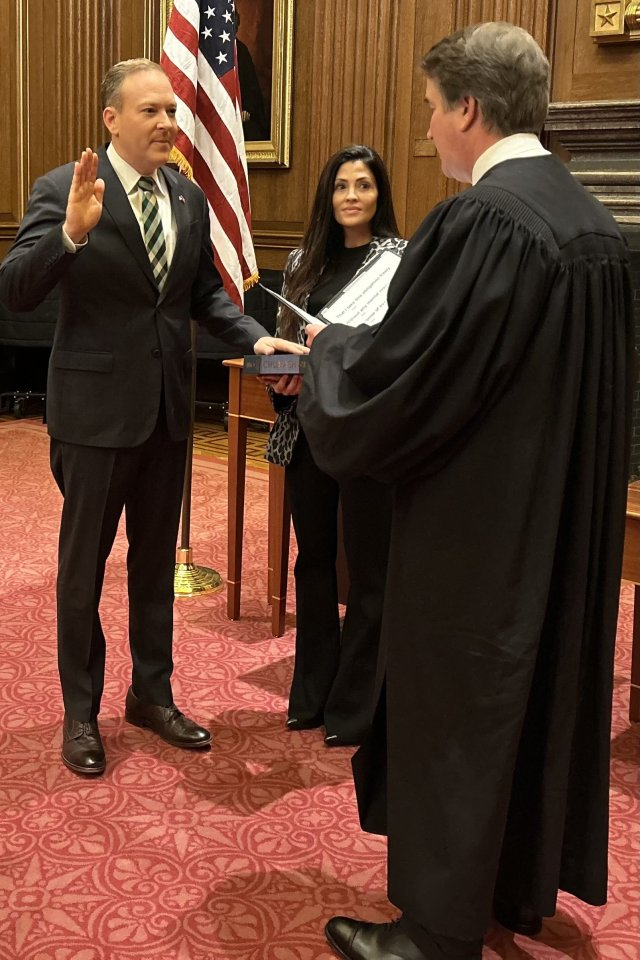
澤爾丁宣誓就任

2024年11月11日，美國當選總統唐納·川普宣布將提名澤爾丁在第二次特朗普內閣中擔任美国环境保护局局長。提名於2025年1月29日得到參議院確認，澤爾丁在最高法院法官布雷特·卡瓦諾監誓下正在就任。

## 個人生活
澤爾丁是美籍猶太人，在猶太教保守派和猶太教改革派的混合氛圍中長大，也是改革派和保守派拉比的孫子，而他的妻子戴安娜是摩門教教徒。他們有一對雙胞胎女兒，住在紐約州雪莉。他的叔祖父以賽亞·澤爾丁（Isaiah Zeldin）是一位著名的拉比，在洛杉磯創立了斯蒂芬·S·懷斯聖殿，他的曾祖父莫里斯·A ‧澤爾丁（Morris A. Zeldin）是紐約UJA聯合會的共同創辦人。
2021年9月18日，澤爾丁宣布他於2020年11月被診斷出患有白血病，但經過治療後疾病已得到緩解。